# Fissidens uii
Fissidens uii là một loài Rêu trong họ Fissidentaceae. Loài này được Broth. ex Sakurai mô tả khoa học đầu tiên năm 1937.